# Legislative Reorganization Act
Der Legislative Reorganization Act of 1946 (auch bekannt als Congressional Reorganization Act, in Kraft getreten am 2. August 1946) war die bis heute weitgehendste Umstrukturierung des US-Kongresses. Die heute gültige Struktur der ständigen Kongressausschüsse geht im Wesentlichen auf dieses Gesetz zurück.

## Hintergrund
Die Notwendigkeit einer Modernisierung des Gesetzgebungsverfahrens zeigte sich bereits während der großen Depression in den 1930er Jahren und noch deutlicher während des Zweiten Weltkriegs. In diesen Krisenzeiten wurde die Legislative (der Kongress) mit einer bisher ungekannten Arbeitslast konfrontiert, für die sie nur unzureichend gerüstet war. Der Kongress gab daraufhin eine Vielzahl von Aufgaben an das Weiße Haus unter Präsident Franklin D. Roosevelt ab, was zu einer schleichenden Erosion seiner Machtposition im Gesetzgebungsprozess und damit seines Ansehens führte. Die Arbeitsweise des Kongresses wurde als überholt dargestellt: Seine Traditionen und insbesondere die daraus resultierenden enorm langen Bearbeitungszeiten von Gesetzesentwürfen seien ungeeignet, den Anforderungen der Gegenwart zu entsprechen.
Bei Kriegsende vertrat eine breite Mehrheit im Kongress die Meinung, nur eine umfassende Reform könne die alte Stellung der beiden Parlamentskammern wiederherstellen. Eine Schlüsselfigur der Reformbewegung war Senator Robert La Follette Jr. aus Wisconsin. Er übernahm 1945 zusammen mit dem damaligen Kongressabgeordneten und späteren Senator Mike Monroney aus Oklahoma den Vorsitz eines gemeinsamen, temporären Kongressausschusses (Joint Committee on the Organization of Congress), der Vorschläge für eine Umstrukturierung erarbeiten sollte. 1946 legte das Komitee dann einen weitreichenden Maßnahmenkatalog vor, der in weiten Teilen in den Gesetzentwurf übernommen wurde.

## Wichtigste Maßnahmen
- Verringerung der Anzahl der ständigen Kongressausschüsse
  - Die Anzahl der Senatsausschüsse wird reduziert von 33 auf 15
  - Die Anzahl der Ausschüsse im Repräsentantenhaus wird reduziert von 48 auf 19
  - Beispiele
    - Im neu entstehenden United States House Committee on House Administration werden die Aufgaben der folgenden, aufzulösenden Ausschüsse zusammengefasst:
      - House Committee on Enrolled Bills
      - House Committee on Elections
      - House Committee on Accounts
      - House Committee on the Disposition of Executive Papers
      - House Committee on Memorials

    - Das Joint Committee on Printing ersetzt die bisherigen getrennten Ausschüsse in Senat und Repräsentantenhaus
    - Das House Committee of Military Affairs (deutsch: „Militärausschuss“) und das House Committee on Naval Affairs („Marineausschuss“) werden zusammengelegt zum Armed Services Committee (etwa „Streitkräfteausschuss“)
    - Das House Committee on Education und das House Committee on Labor werden zusammengelegt zum Committee on Education and Labor. Interessanterweise machte man damit die 1883 vollzogene Aufteilung des Ausschusses wieder rückgängig.
- Präzisere Beschreibung der Zuständigkeiten der Ausschüsse und Auflösung von Überschneidungen
- Verstärkung der Mitarbeiterstäbe und Beistellung von Experten
  - Jedem der verbleibenden, reorganisierten Ausschüsse stehen fortan jeweils vier, nun angemessen entlohnte, Fachleute als Stab zur Verfügung
  - Der Legislative Reference Service (seit 1970 Congressional Research Service) wird signifikant verstärkt
- Registrier- und Berichtspflicht für Lobbyisten im Kongress
- Verbesserung der Aufsicht über die Exekutive

Auch ein Beschluss zur  Erhöhung der Jahresbezüge der Kongressabgeordneten wurde in diesen Gesetzentwurf eingeschleust: Statt 10.000 $ erhielten die Abgeordneten fortan 12.500 $ zuzüglich 2.500 $ Spesenbewilligung. Darüber hinaus konnten Abgeordnete von nun an auch Pensionsansprüche aus dem Civil Service Retirement Act erwerben.

## Verabschiedung
Trotz einiger Widerstände wurde der ursprüngliche Gesetzestext schließlich weitgehend unverändert von beiden Kammern (Senat und Repräsentantenhaus) verabschiedet. Demokraten aus den Südstaaten hatten geargwöhnt, eine Verringerung der Anzahl der Ausschüsse, in denen sie bisher prominent vertreten gewesen waren, könnte ihre Machtposition gefährden.
Am 2. August 1946 setzte Präsident Harry S. Truman das Gesetz durch seine Unterschrift in Kraft.

## Auswirkungen
Der größte Erfolg des Gesetzes bestand wohl darin, dass Abgeordnete und Ausschüsse von nun an auf Stäbe versierter Experten zurückgreifen konnten. Dadurch wurde ihnen die Bearbeitung der immer komplexer werdenden Gesetzeswerke und -entwürfe wesentlich erleichtert. Auch die Überwachung der Exekutive durch die Legislative verbesserte sich durch die Reformen.
In anderen Bereichen konnten die Ziele nicht erreicht werden.
- Die Verringerung der Anzahl der Parlamentsausschüsse wurde zumindest teilweise konterkariert durch die unerwartete Zunahme der Unterausschüsse, die von diesem Gesetz nicht reguliert wurden.
- Lobbyisten entdeckten Schlupflöcher und unterliefen auf diese Weise die Ziele des Gesetzes.
- Die ambitionierte Reformierung der Etatfestsetzung versagte komplett und wurde wenige Jahre später zurückgenommen.